# Veiligheidsregio Zuid-Holland Zuid

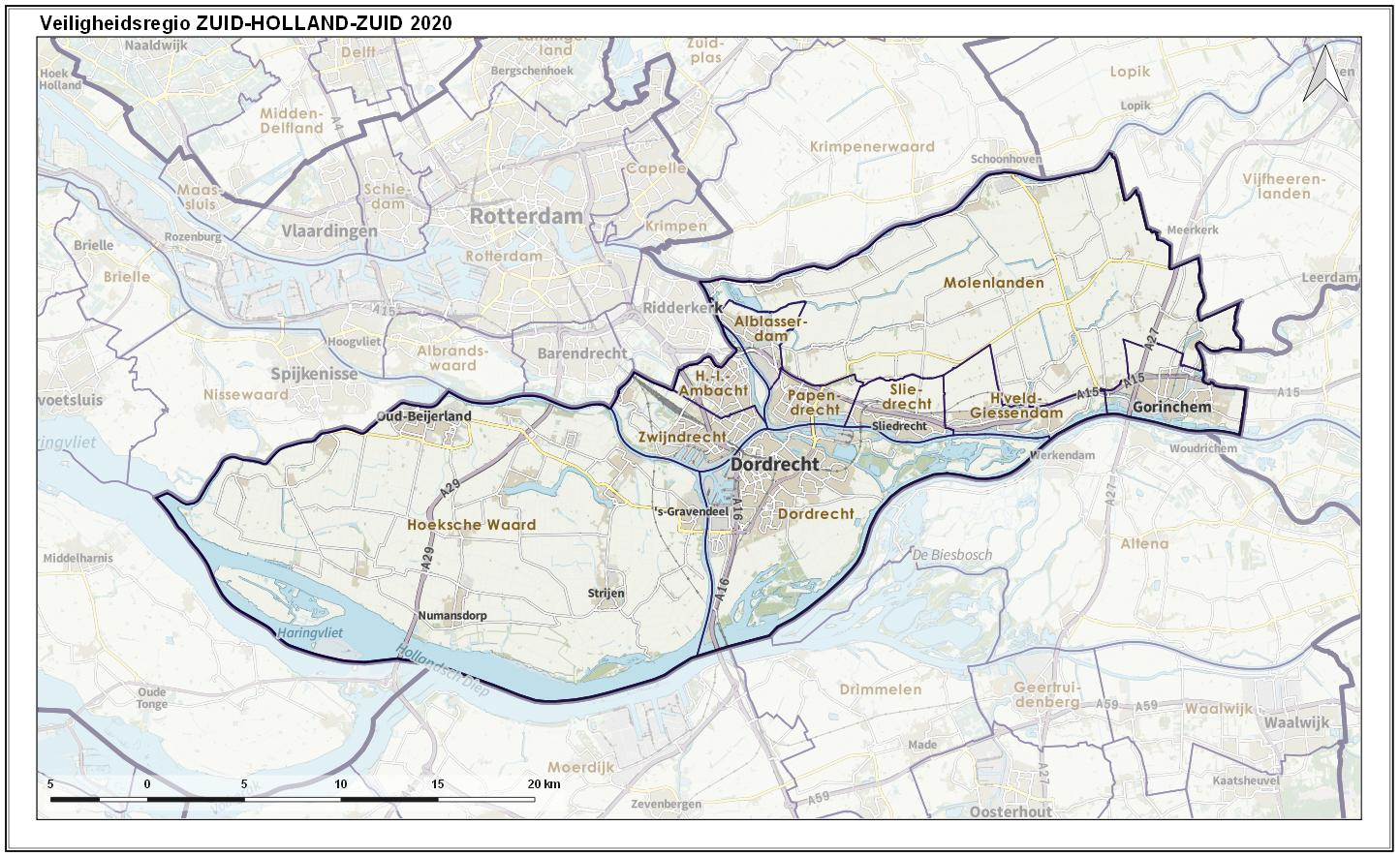
Veiligheidsregio Zuid-Holland Zuid, impressie van het landschap en indeling van gemeenten (2021)

De Veiligheidsregio Zuid-Holland Zuid is een veiligheidsregio binnen de Nederlandse provincie Zuid-Holland.

## Regioprofiel
- Inwoners: 483.195 (2013, CBS)
- Landoppervlakte: 720 km²
- De Lek, Waal, Merwede en Maas vinden hun monding in deze regio. Er wordt veel rivierwater afgevoerd.
- Meerdere gebieden tussen Lek en Waal bevinden zich onder zeeniveau en hebben het karakter van een badkuip.
- Er is druk scheepvaartverkeer langs Dordrecht van de Europoort naar Duitsland, maar ook naar Antwerpen. De regio heeft geen aparte havenmeester zoals Rotterdam-Rijnmond die heeft.
- De veiligheidsregio is op 1 juli 2009 formeel opgericht en is per 1 januari 2010 operationeel. De brandweer is geregionaliseerd op 1 januari 13, de brandweer bestaat nu uit 4 clustergroepen.

## Risico's

### Terrein
- BRZO (Besluit Risico's Zware Ongevallen 2015) locaties langs de vaarwegen bij Dordrecht, Zwijndrecht en Papendrecht; en ten noorden van Gorinchem. Verder in Liesveld en in Oud-Beijerland.
- Het gebied ligt in de overheersende windrichting van twee grote industriegebieden: de Europoort in Rotterdam-Rijnmond, en Moerdijk in Midden- en West-Brabant. Dit brengt risico's met zich mee voor fysieke, economische en milieu-veiligheid.
- Een groot deel van het gebied ligt beneden zeeniveau. De modellering van overstromingen is gemaakt door de Waterschappen en is in detail te bekijken op Nederland.risicokaart.nl.[1]

### Infrastructuur
- Vervoer van gevaarlijke stoffen over de snelwegen A15, A16, A27 en A29.
- De regio kent vier belangrijke tunnels voor auto(snel)wegen: Heinenoordtunnel (A29), Kiltunnel (N217), Drechttunnel (A16) en de Noordtunnel (A15). Vervoer van gevaarlijke stoffen veelal over omleidingsroutes door dichtbevolkt gebied.
- Vervoer van gevaarlijke stoffen over het spoor van en naar Europoort en naar Antwerpen.
- Spooremplacement Kijfhoek bij Zwijndrecht, het grootste emplacement van Europa, heeft te maken met gevaarlijke stoffen.
- De Betuweroute (goederenvervoer per spoor) loopt van Zwijndrecht tot aan Gorinchem, langs dichtbevolkt gebied. Dit levert risico's op voor fysieke, economische en milieu-veiligheid. Tussen Zwijndrecht en Hendrik-Ido-Ambacht en onder de Noord is de Betuweroute ondertunneld.
- Een deel van de HSL-zuid (HogeSnelheidsLijn) loopt over (en onder) het grondgebied van de regio. Bij waterstromen is de HSL ondertunneld.
- Veel vervoer van gevaarlijke stoffen in de binnenscheepvaart vanuit Rotterdam langs Dordrecht ('rechtsaf naar Antwerpen, linksaf naar Duitsland').
- Energietransport: De regio kent een complex netwerk aan hoogspanningsleidingen.
- De ondergrondse olieleiding tussen Pernis en Antwerpen ("buisleidingenstraat") loopt door deze regio (ten westen van Dordrecht).

## Instanties
- Brandweer. De regio telt 31 brandweerkazernes.
- GHOR
- GGD: sinds juli 2009 wordt de gezondheidszorg verzorgd door GGD Zuid-Holland-Zuid en is daarmee congruent met de grenzen van de veiligheidsregio.
- Ambulancevervoer wordt in deze regio verzorgd door Ambulancedienst Zuid-Holland Zuid.
- Gemeenten: 10:
  - Alblasserdam
  - Dordrecht
  - Gorinchem
  - Hardinxveld-Giessendam
  - Hendrik-Ido-Ambacht
  - Hoeksche Waard
  - Molenlanden
  - Papendrecht
  - Sliedrecht
  - Zwijndrecht

- Provincie: de regio valt binnen de grenzen van de provincie Zuid-Holland
- Politie: De regio is congruent met de grenzen van Politieregio Zuid-Holland-Zuid
- Justitie: Rechtbank in Dordrecht. Het Gerechtshof zetelt in Den Haag.
- Waterschappen: 2
- Rijkswaterstaat: deze regio valt qua wegenbeheer onder de Regionale Dienst Zuid-Holland.
- ProRail beheert het spoorwegennet.
- Ziekenhuizen met klinische faciliteiten in Dordrecht, Zwijndrecht, Sliedrecht en Gorinchem.
- Defensie. De regio valt onder RMC regio West, dat zetelt in Den Haag.
- Energiesector: het elektriciteitsnet wordt in deze regio beheerd door Stedin (voorheen Eneco).
- Het Nederlandse Rode Kruis: het Rode Kruis district Zuid-Holland-Zuid komt overeen met de veiligheidsregio en levert met een Noodhulpteam en een Bevolkingszorg team ondersteuning aan de gemeenten en ambulance diensten tijdens calamiteiten.